# Philipp Lederer
Philipp Lederer (* 25. August 1872 in Bamberg; † 2. September 1944 in Lugano) war ein deutscher Numismatiker, Münz- und Antikenhändler.

## Leben
Nach dem Gymnasium war er zunächst als Kaufmann in der Spielwarenhandlung seines Vaters tätig, 1898 ging er nach München zum Studium der Klassischen Archäologie und der Altphilologie. Gleichzeitig arbeitete er in der Münzhandlung seines Verwandten Jacob Hirsch. Am 10. März 1910 wurde er in München mit einer Arbeit über die antike Münzprägung von Segesta promoviert, einer der ersten Arbeiten zur griechischen Numismatik auf stempelvergleichender Grundlage. Seit 1911 lebte er in Berlin, wo er als numismatischer Autor, Sammler und Händler von Münzen und Antiken tätig war, sein Geschäft befand sich gleich gegenüber der Museumsinsel am Kupfergraben 4. Einer seiner Kunden war Sigmund Freud, der bei ihm zahlreiche Antiken erwarb. 1939 musste er als Jude in die Schweiz fliehen, die letzten Jahre seines Lebens verbrachte er in Lugano.

## Veröffentlichungen (Auswahl)
- Die Tetradrachmenprägung von Segesta. Dissertation Universität München 1910.
- Seltene griechische Münzen der Sammlung Arthur von Gwinner [Teil 1–6]. In: Berliner Münzblätter Bd. 37, 1916, S. 337–341, 366–371, 465–467, 486–491, 527–530, 573–579.
- Ein Goldstater Alexanders des Großen. In: Zeitschrift für Numismatik Bd. 33, 1921, S. 185–205.